# Gunnar Rönström
Gunnar Rönström, född 25 januari 1884, död 5 juli 1941, en svensk friidrottare. Han tävlade för IFK Sundsvall.
Rönström deltog vid OS i Athen 1906. Där kom han på femte plats i höjdhopp, sjunde plats i längdhopp och slogs ut i försöken på 100 meter.
Vid OS i London 1908 kom han tia i längdhopp.
Han var även med i tiokamp vid OS i Stockholm 1912 men fick avbryta tävlingen.